# Arrup doii
Arrup doii är en mångfotingart som först beskrevs av Masatoshi Takakuwa 1940.  Arrup doii ingår i släktet Arrup och familjen storhuvudjordkrypare.
Artens utbredningsområde är:
- Sydkorea.
- Taiwan.

Inga underarter finns listade i Catalogue of Life.